# 萬助橋
萬助橋（まんすけばし）は、吉祥寺通りの玉川上水に架かる橋。万助橋とも表記する。バス停留所名では「万助橋」の表記が用いられる。東京都三鷹市下連雀1丁目・2丁目と東京都武蔵野市1丁目の市境にある。

## 概要
橋長は16.5m、幅員は16.8m。東京都が管理している。吉祥寺通りのうち東京都道114号武蔵野狛江線の区間に所在する。
橋名は下連雀の旧家である渡辺家の世襲の名に由来する。安政年間に下連雀村の地主であった渡邉萬助（わたなべ まんすけ）が、近くの大盛寺境内の杉の木を2つに割って架けたものだという。なお、8代目の渡辺万助は第2代三鷹市長を務めた。
また明治時代に編纂された『下連雀村皇国地誌書上』には、当時の橋が長さ2間3尺、幅9尺の木橋であったとの記述がみられる。現在の大きさの橋に改架されたのは1963年3月で、その橋も老朽化のため、1994年8月に架け替えられた。

## 周辺
- 井の頭恩賜公園
  - 三鷹の森ジブリ美術館
- 三鷹市山本有三記念館
- 玉川上水「風の散歩道」